# Coventry Cathedral

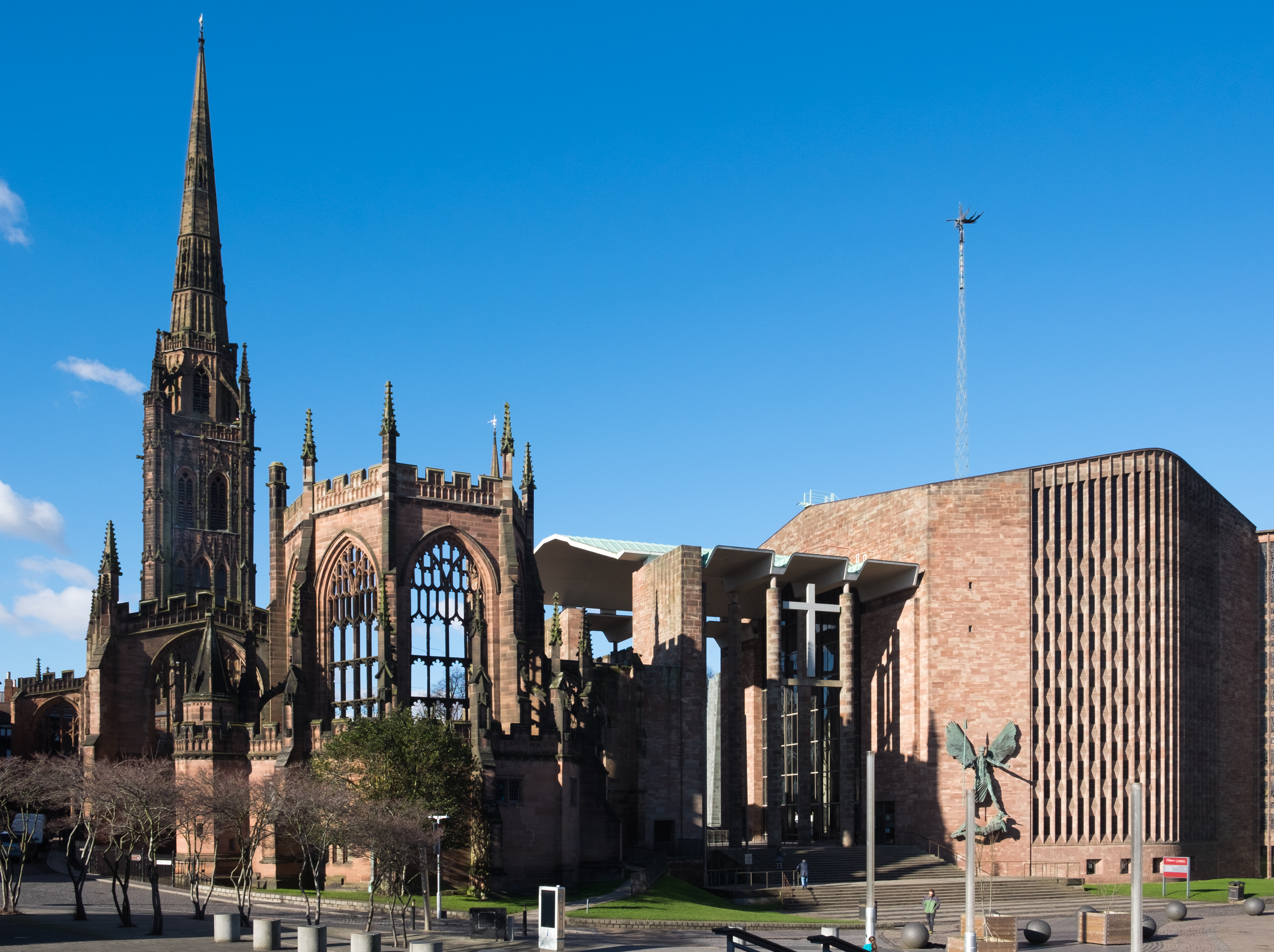
Die alte und neue Kathedrale (2018)

Die Coventry Cathedral (auch als St Michael’s Cathedral bekannt) in Coventry (England) ist der Sitz des anglikanischen Bischofs von Coventry und der Diözese Coventry.
Die Stadt hatte im Lauf der Zeit drei Kathedralen. Die erste war St Mary’s, ein Klostergebäude, von dem nur noch wenige Ruinen erhalten sind. Die zweite war St Michael’s, die im November 1940 bei einem deutschen Luftangriff auf Coventry zerstört wurde, übrig blieben nur der große Turm und einige Außenmauern. Die dritte Kathedrale ist die heutige St Michael’s Cathedral, die nach der Zerstörung ihres Vorgängerbaus direkt neben den Ruinen gebaut wurde.

## St Mary’s
St Mary’s Priory and Cathedral wurde 1043 von Leofric, dem Earl of Mercia, und seiner Gemahlin Lady Godiva als Benediktinerkloster gestiftet. Allerdings begannen bereits kurz danach die ersten Umbauarbeiten. Zwischen 1095 und 1102 verlegte Bischof Robert de Limesey den Bischofssitz von Lichfield nach Coventry und bis zum 13. Jahrhundert wurde aus dem kleinen Kloster eine Kathedrale mit etwa 130 m Länge und zahlreichen größeren Nebengebäuden. 1539 verlor die Kathedrale ihren Status, als Heinrich VIII. die katholischen Klöster auflöste.

## St Michael’s

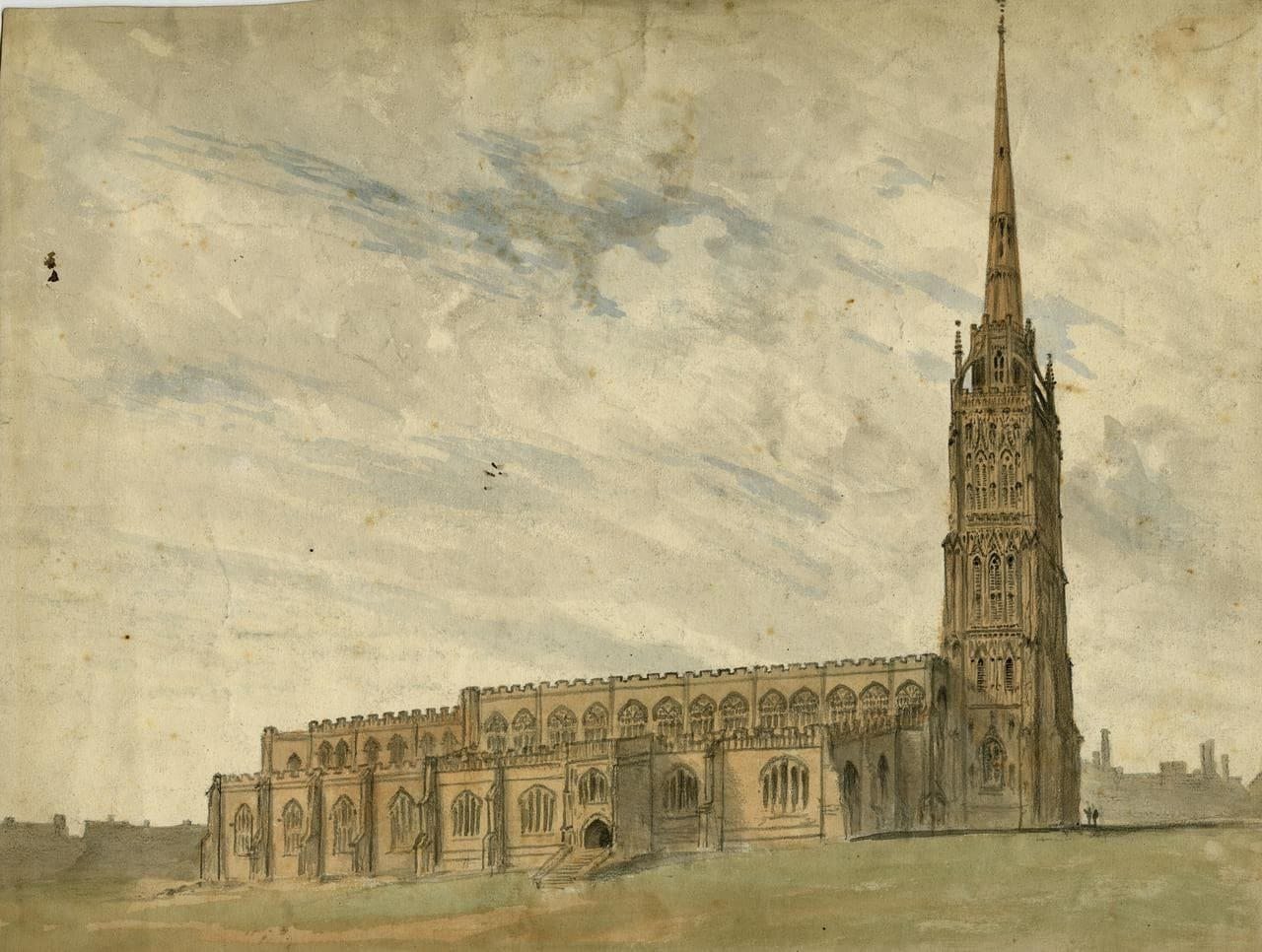
Gemälde der Alten Kathedrale von William Crotch, 1802

Die St Michael’s Church wurde im späten 14. bzw. frühen 15. Jahrhundert erbaut. Sie war die größte Pfarrkirche in England, als sie 1918 bei der Gründung der Diözese Coventry in den Status einer Kathedrale erhoben wurde.
Am 14. November 1940 wurde die Kathedrale bei einem Bombenangriff der deutschen Luftwaffe fast vollständig zerstört. Nur der Kirchturm und die äußeren Wände blieben erhalten. Bis heute sind diese Ruinen ein gottesdienstlich genutzter Ort.
In den Unterbau der Ruine bauten Freiwillige der Aktion Sühnezeichen Friedensdienste 1961 eine internationale Begegnungsstätte der Versöhnung.

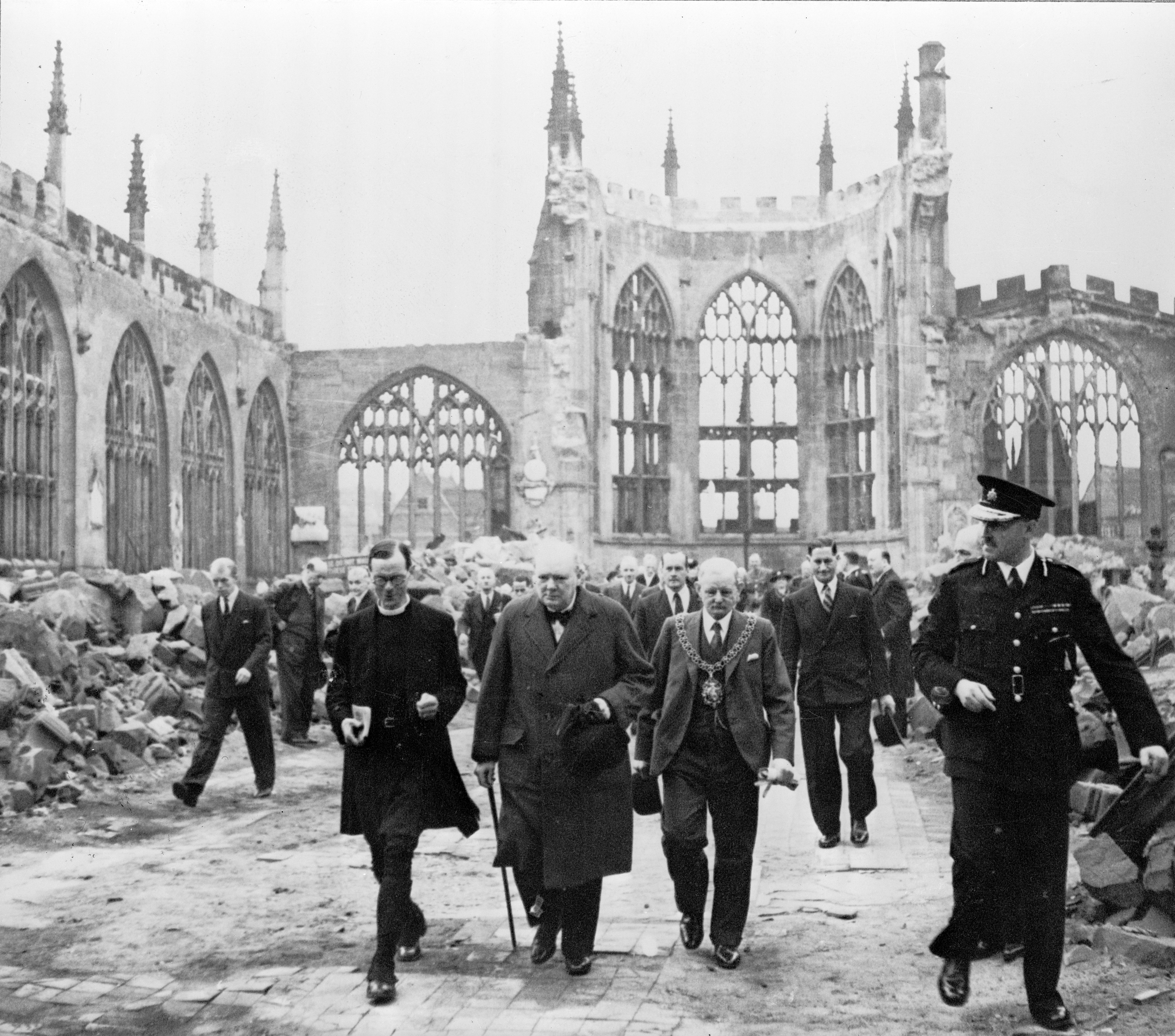
Winston Churchill in der Ruine der alten Kathedrale (1941)
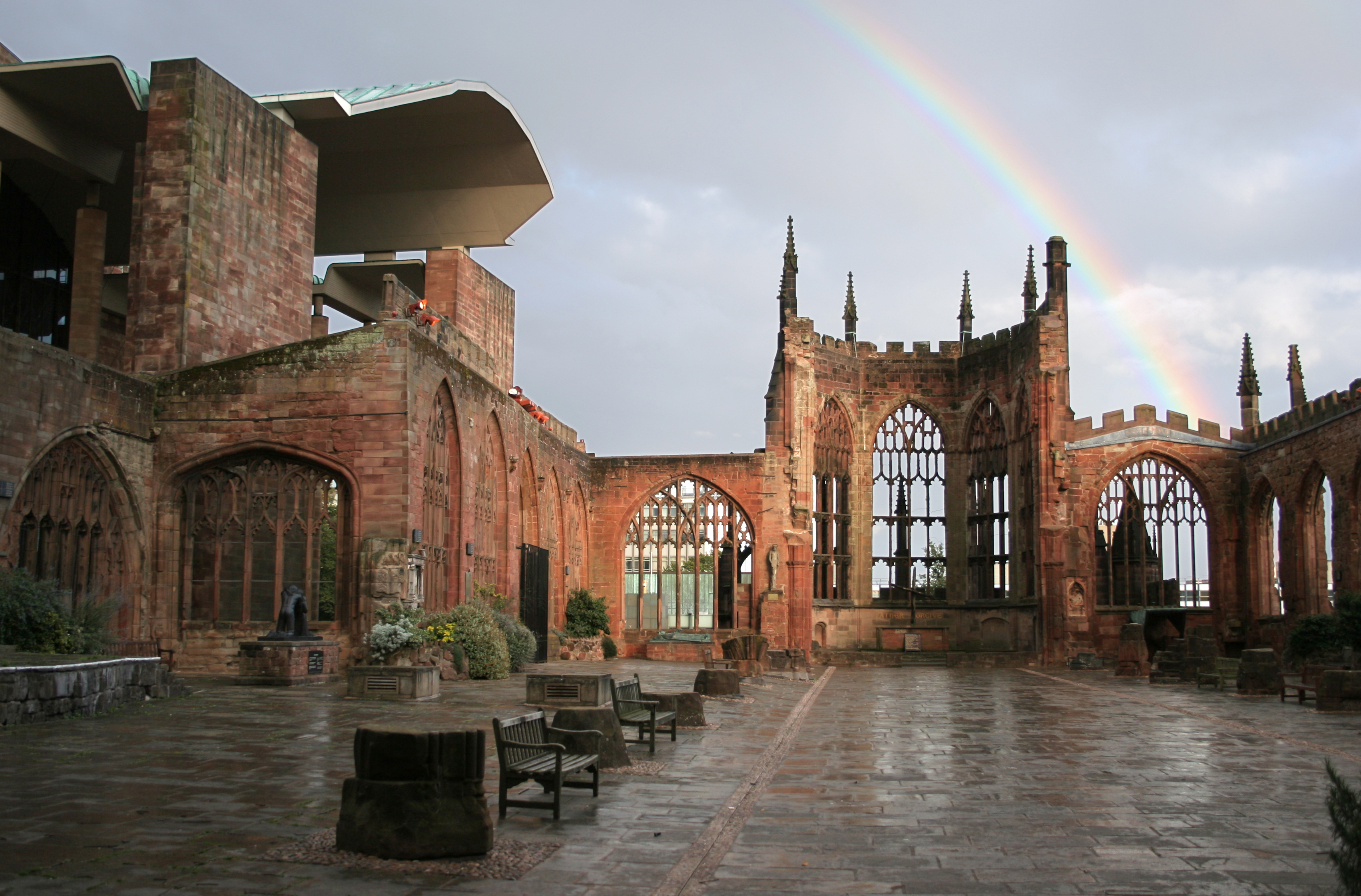
Alte Kathedrale heute (2006)

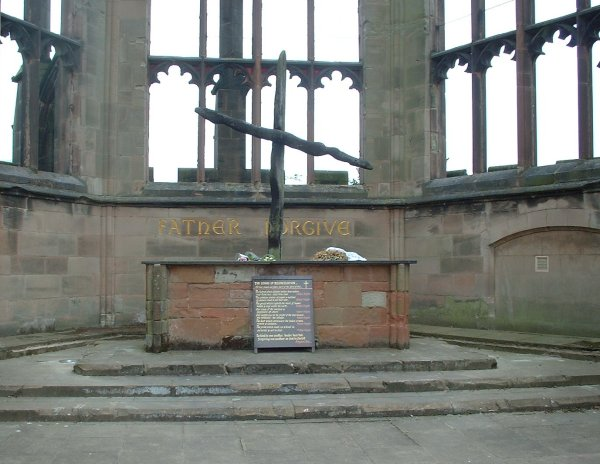
Das Holzkreuz

Bei den Aufräumungsarbeiten nach dem Luftangriff ließ Richard Howard, der damalige Propst von Coventry, aus zwei der verbrannten Dachbalken der Ruine ein einfaches Holzkreuz anfertigen. Dieses Holzkreuz ist in der neuen Kathedrale zu sehen; ein Duplikat ist im Altarraum der Ruine der alten Kathedrale angebracht.
Ein weiteres, kleineres Kreuz wurde aus drei Zimmermannsnägeln der alten Kathedrale zusammengesetzt und befindet sich heute im Neubau der Kathedrale. Das Nagelkreuz von Coventry wurde zum Symbol der ökumenischen Nagelkreuzbewegung, die in Coventry ihren Ausgang nahm und der heute weltweit über 160 Orte mit Gebetsgemeinschaften angehören. Als Zeichen der Verbundenheit mit dem Gedanken der Versöhnung erhält jeder Ort der weltweiten Gemeinschaft ein Nagelkreuz, das wie das originale Kreuz aus drei Nägeln besteht.
Eines der Nagelkreuze wurde 1988 als Zeichen der Versöhnung der Kaiser-Wilhelm-Gedächtniskirche in Berlin gespendet, die ebenfalls durch Luftangriffe zerstört wurde und wegen der architektonischen Konzeption (Erhaltung als Ruine und benachbarter Neubau) als „Schwesterkirche“ der Kathedrale von Coventry angesehen wird. Weitere symbolträchtige Nagelkreuzorte in Deutschland sind St. Nikolai (Kiel, seit 1947), St. Marien (Lübeck, seit 1971) und die wiedererrichtete Frauenkirche (Dresden, seit 2005). Eine Kopie der Stalingradmadonna – einer Zeichnung, die Kurt Reuber Weihnachten 1942 in der Schlacht von Stalingrad anfertigte – hängt heute in einer Kapelle der Kathedrale. Mit ähnlicher Symbolik wie das Kreuz befinden sich auch das Original in der Kaiser-Wilhelm-Gedächtniskirche und eine weitere Kopie in der russisch-orthodoxen Kathedrale von Wolgograd, um eine Versöhnung zwischen drei einst verfeindeten Ländern anzuzeigen.

## St Michael’s Cathedral

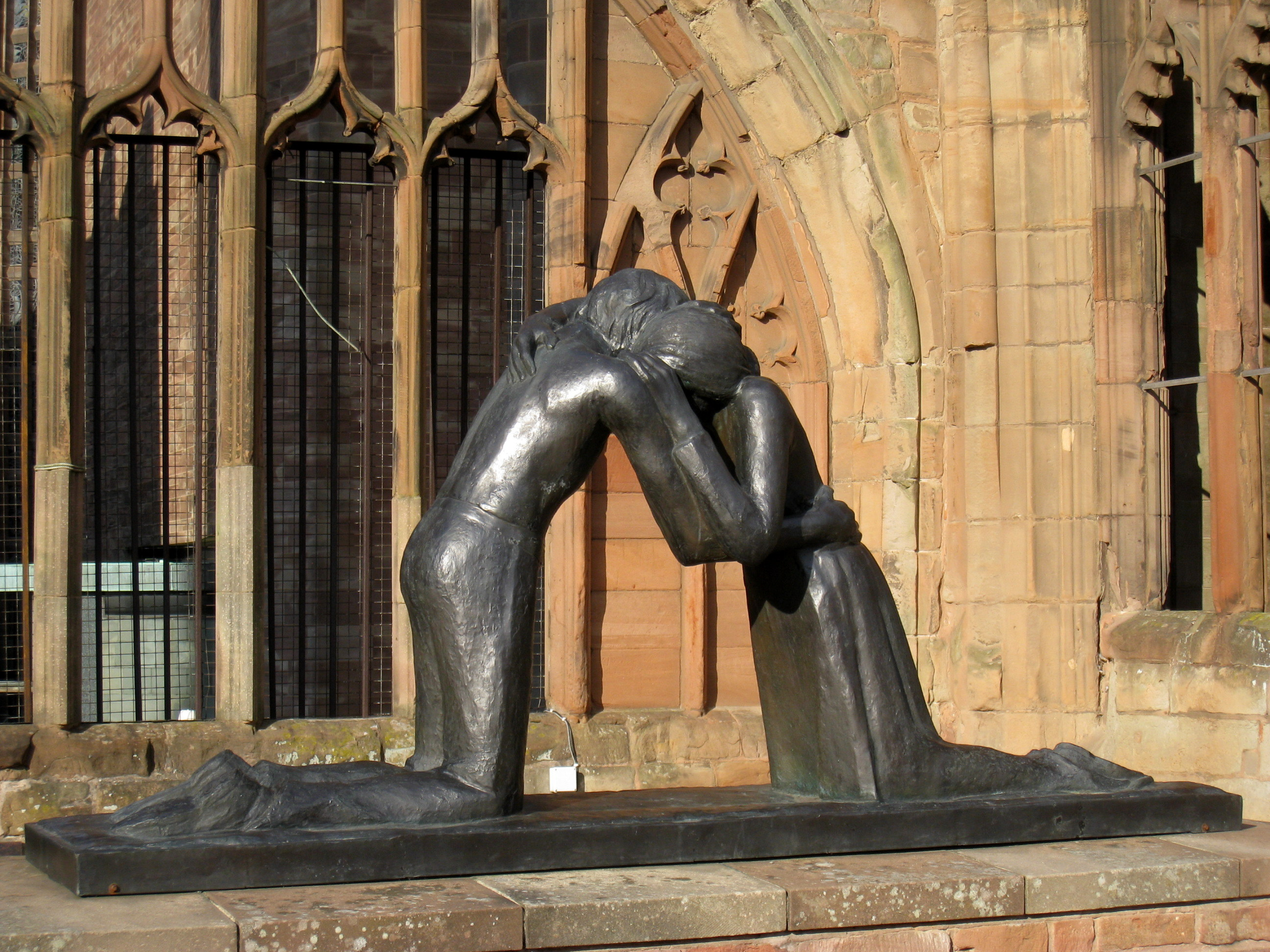
Reconciliation (Versöhnung) von Josefina de Vasconcellos

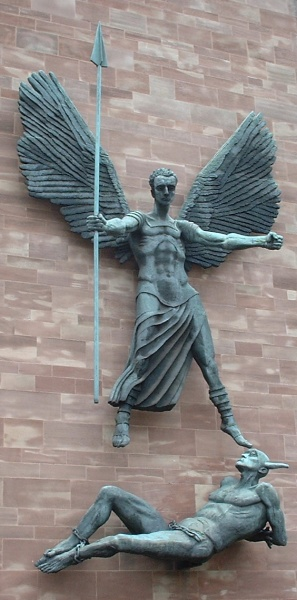
St Michael’s Victory over the Devil von Jacob Epstein

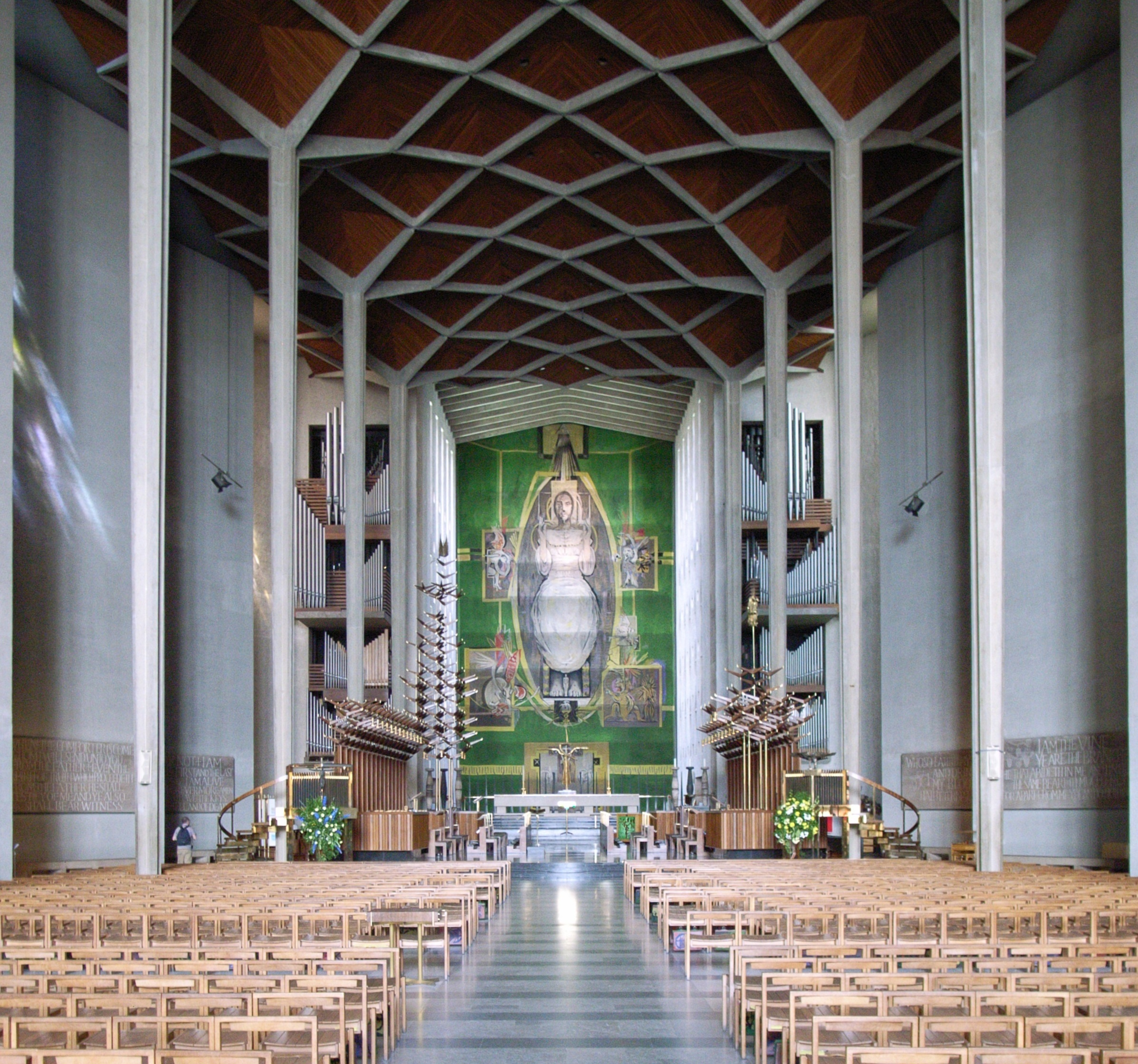
Blick auf den Altarraum

Die neue St Michael’s Cathedral wurde neben den Überresten der alten erbaut und von Basil Spence und Arup entworfen.
Spence bestand darauf, die alte Kathedrale als Garten der Erinnerung bestehen zu lassen und die neue so anzubauen, dass die beiden Gebäude zusammen eine Kirche formen. Bei der Suche nach einem Architekten wurde sein Entwurf aus über 100 eingereichten Arbeiten ausgewählt.
Der Grundstein für die neue Kathedrale wurde am 23. März 1956 von Queen Elizabeth gelegt, 1960 wurde Basil Spence von ihr – in Anerkennung seiner Leistungen um Coventry – als Knight Bachelor zum Ritter geschlagen.
Die Einweihung der neuen Kathedrale erfolgte am 25. Mai 1962. Zu diesem Anlass wurde am 30. Mai Benjamin Brittens War Requiem uraufgeführt. Wie bei ihrem deutschen Gegenpart, der Kaiser-Wilhelm-Gedächtniskirche, verursachte das moderne Design viele Kontroversen.
Die unkonventionelle Turmspitze (Flèche) wurde durch einen Helikopter auf das flache Dach der Kathedrale gestellt. Der Innenraum ist bekannt für einen großen Gobelin mit dem Bildnis Christi von Graham Sutherland und ein von John Piper entworfenes abstraktes Fenster im Baptisterium.

## Orgel
Die Orgel wurde 1962 durch die Orgelbaufirma Harrison & Harrison erbaut. Das in seinem Prospekt modern gestaltete Instrument ist auf zwei Standorte aufgeteilt – nördlich und südlich des Chores, mit der Frontseite zum Kirchenschiff hin. Auf der Nordseite befinden sich Swell- und Solo-Organ, auf der Südseite die Great Organ. Die Pfeifen von Choir- und Pedal Organ befinden sich auf beiden Seiten des Altars. Das Instrument hat insgesamt 72 Register auf vier Manualwerken und Pedal. Die Trakturen sind elektropneumatisch.
| I Great Organ C–c4 |        |
| Double Diapason    | 16′    |
| Bourdon            | 16′    |
| Open Diapason I    | 08′    |
| Open Diapason II   | 08′    |
| Spitzflute         | 08′    |
| Stopped Diapason   | 08′    |
| Octave             | 04′    |
| Gemshorn           | 04′    |
| Octave Quint       | 02 ⁄3′ |
| Super Octave       | 02′    |
| Mixture IV         |        |
| Cornet V           |        |
| Double Trumpet     | 16′    |
| Trumpet            | 08′    |
| Clarion            | 04′    |

| II Swell Organ C–c4 |     |
| Quintadena          | 16′ |
| Hohl Flute          | 08′ |
| Viola               | 08′ |
| Celeste             | 08′ |
| Principal           | 04′ |
| Spitzflute          | 04′ |
| Sesquialtera II     |     |
| Fifteenth           | 02′ |
| Mixture IV          |     |
| Oboe                | 08′ |
| Tremulant           |     |
| Contra Fagotto      | 16′ |
| Trumpet             | 08′ |
| Clarion             | 04′ |

| III Choir Organ C–c4 |         |
| Claribel Flute       | 16′     |
| Diapason             | 08′     |
| Harmonic Flute       | 08′     |
| Gedackt              | 08′     |
| Dulciana             | 08′     |
| Principal            | 04′     |
| Rohr Flute           | 04′     |
| Nazard               | 02 ⁄3′  |
| Fifteenth            | 02′     |
| Block Flute          | 02′     |
| Tierce               | 01 3⁄5′ |
| Mixture V            |         |
| Cromorne             | 08′     |
| Tremulant            |         |

| IV Solo Organ C–c4 |     |
| Diapason           | 08′ |
| Rohr Flute         | 08′ |
| Viole              | 08′ |
| Viole Celeste      | 08′ |
| Octave             | 04′ |
| Open Flute         | 04′ |
| Wald Flute         | 02′ |
| Sifflöte           | 01′ |
| Mixture IV         |     |
| Corno di Bassetto  | 16′ |
| Tremulant          |     |
| Orchestral Trumpet | 08′ |
| Orchestral Clarion | 04′ |

| Pedal Organ C–g1 |         |
| Sub Bourdon 0    | 32′     |
| Open Wood        | 16′     |
| Open Metal       | 16′     |
| Diapason         | 08′     |
| Sub Bass         | 16′     |
| Dulciana         | 16′     |
| Principal        | 08′     |
| Spitzflöte       | 08′     |
| Twelfth          | 05 1⁄3′ |
| Fifteenth        | 04′     |
| Rohr Flute       | 04′     |
| Open Flute       | 02′     |
| Mixture IV       |         |
| Bombardon        | 32′     |
| Ophicleide       | 16′     |
| Fagotto          | 16′     |
| Posaune          | 08′     |
| Bassoon          | 08′     |
| Schalmei         | 04′     |
| Kornett          | 02′     |